# В'є-д'Ізнав
В'є-д'Ізна́в (фр. Vieu-d'Izenave) — муніципалітет у Франції, у регіоні Овернь-Рона-Альпи, департамент Ен. Населення — 735 осіб (01.01.2021).
Муніципалітет розташований на відстані близько 390 км на південний схід від Парижа, 65 км на північний схід від Ліона, 27 км на південний схід від Бург-ан-Бресса.

## Історія
До 2015 року муніципалітет перебував у складі регіону Рона-Альпи. Від 1 січня 2016 року належить до нового об'єднаного регіону Овернь-Рона-Альпи.

## Демографія
Динаміка населення (INSEE і Cassini ):
Розподіл населення за віком та статтю (2006):
| Стать | Всього | До 15 років | 15-24 | 25-44 | 45-64 | 65-85 | Понад 85 |
| --- | ------ | ----------- | ----- | ----- | ----- | ----- | -------- |
| Чоловіки | 334    | 63          | 20    | 106   | 109   | 32    | 4        |
| Жінки | 342    | 86          | 20    | 94    | 94    | 44    | 4        |
| \| Статево-вікова піраміда \| Статево-вікова піраміда \| Статево-вікова піраміда \| \| ----------------------- \| ----------------------- \| ----------------------- \| \| Чоловіки \| Вік \| Жінки \| \| 4 \| 85 + \| 4 \| \| 0 \| 80-84 \| 16 \| \| 4 \| 75-79 \| 0 \| \| 16 \| 70-74 \| 12 \| \| 12 \| 65-69 \| 16 \| \| 20 \| 60-64 \| 20 \| \| 27 \| 55-59 \| 27 \| \| 31 \| 50-54 \| 31 \| \| 31 \| 45-49 \| 16 \| \| 39 \| 40-44 \| 31 \| \| 16 \| 35-39 \| 39 \| \| 20 \| 30-34 \| 8 \| \| 31 \| 25-29 \| 16 \| \| 8 \| 20-24 \| 12 \| \| 12 \| 15-20 \| 8 \| \| 31 \| 10-14 \| 43 \| \| 20 \| 5-9 \| 31 \| \| 12 \| 0-4 \| 12 \| |        |             |       |       |       |       |          |
| Статево-вікова піраміда |        |             |       |       |       |       |          |
| Чоловіки | Вік    | Жінки       |       |       |       |       |          |
| 4 | 85 +   | 4           |       |       |       |       |          |
| 0 | 80-84  | 16          |       |       |       |       |          |
| 4 | 75-79  | 0           |       |       |       |       |          |
| 16 | 70-74  | 12          |       |       |       |       |          |
| 12 | 65-69  | 16          |       |       |       |       |          |
| 20 | 60-64  | 20          |       |       |       |       |          |
| 27 | 55-59  | 27          |       |       |       |       |          |
| 31 | 50-54  | 31          |       |       |       |       |          |
| 31 | 45-49  | 16          |       |       |       |       |          |
| 39 | 40-44  | 31          |       |       |       |       |          |
| 16 | 35-39  | 39          |       |       |       |       |          |
| 20 | 30-34  | 8           |       |       |       |       |          |
| 31 | 25-29  | 16          |       |       |       |       |          |
| 8 | 20-24  | 12          |       |       |       |       |          |
| 12 | 15-20  | 8           |       |       |       |       |          |
| 31 | 10-14  | 43          |       |       |       |       |          |
| 20 | 5-9    | 31          |       |       |       |       |          |
| 12 | 0-4    | 12          |       |       |       |       |          |

## Економіка
2010 року серед 450 осіб працездатного віку (15—64 років) 351 була активною, 99 — неактивними (показник активності 78,0%, у 1999 році було 70,5%). З 351 активної мешканців працювало 328 осіб (188 чоловіків та 140 жінок), безробітними було 23 (11 чоловіків та 12 жінок). Серед 99 неактивних 40 осіб було учнями чи студентами, 31 — пенсіонерами, 28 були неактивними з інших причин.

У 2010 році в муніципалітеті числилось 257 оподаткованих домогосподарств, у яких проживали 670,0 особи, медіана доходів виносила 18 055 євро на одного особоспоживача